# Navigator of the Seas
Die Navigator of the Seas ist ein Kreuzfahrtschiff im Eigentum der Royal Caribbean Cruises Ltd., von Royal Caribbean International betrieben. Mit einer Länge von 311 m gehört es zu den größten Kreuzfahrtschiffen der Welt. Das Schiff zählt zur Voyager-Klasse, hat vier Schwesterschiffe und fährt unter der Flagge der Bahamas. Seine Jungfernreise begann am 14. Dezember 2002.

## Geschichte

### Bau und Indienststellung

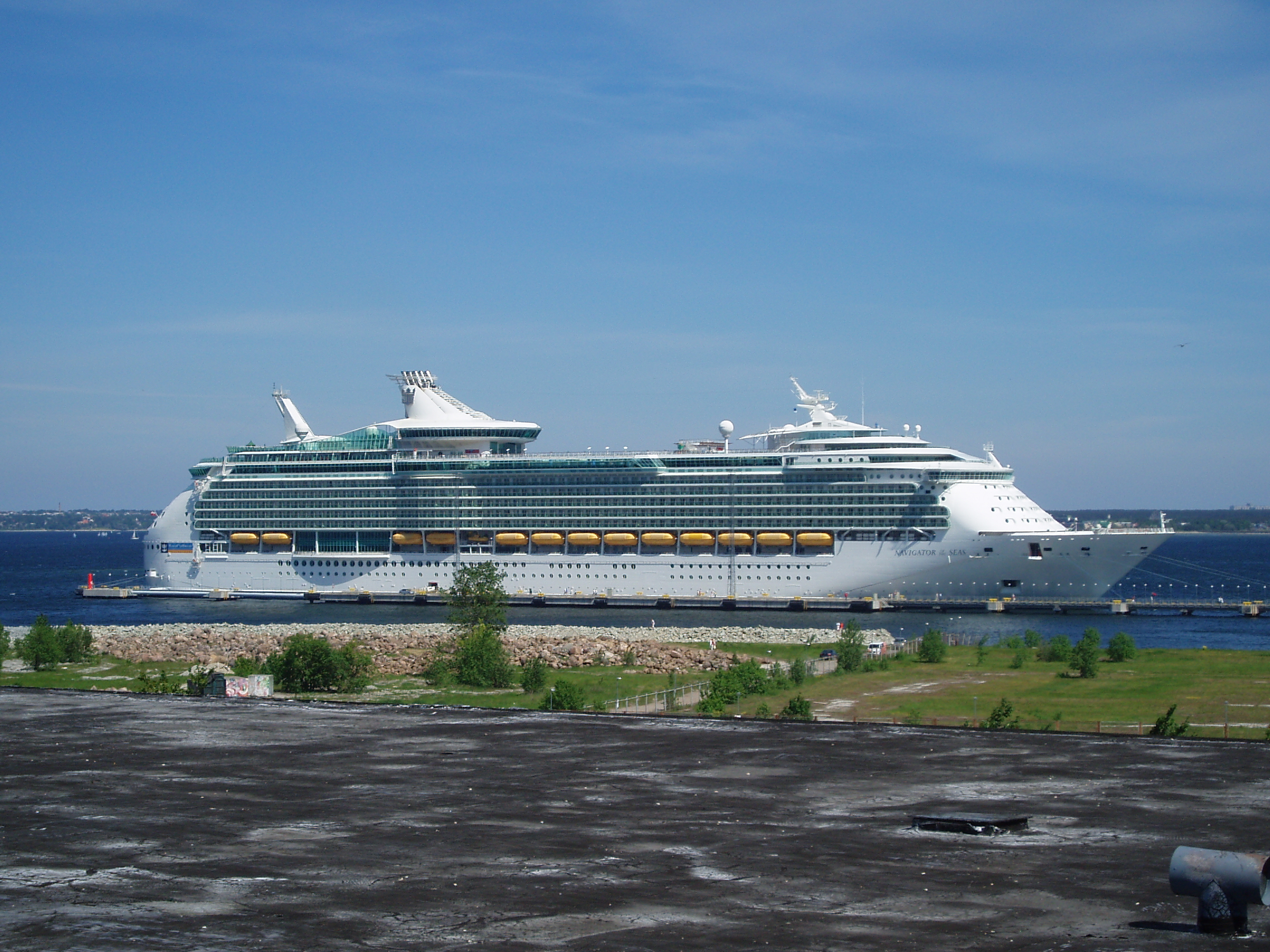
Navigator of the Seas im Tallinner Hafen (2007)

Die Kiellegung des Schiffes mit der Baunummer 1347 fand am 27. September 2000 auf der Werft in Turku, Finnland statt. Am 25. Januar 2002 wurde das Baudock geflutet und der Ausbau am Ausrüstungskai fortgesetzt. Das Schiff wurde am 18. November 2002 an den Eigner Navigator of the Seas Inc Nassau, Bahamas (Management Royal Caribbean Cruises Ltd.) übergeben. Die Taufe fand am 6. Dezember 2002 in Miami mit Steffi Graf als Taufpatin statt.

### Einsatz
Nach ihrer Jungfernkreuzfahrt, die am 14. Dezember 2002 begann, wurde die Navigator of the Seas von Royal Caribbean International unter anderem auf der Ostsee eingesetzt. Seit längerer Zeit fährt das Schiff im Sommer im Mittelmeer und im Winter in der Karibik.